# Mesopolystoechus wangyingziensis
Mesopolystoechus wangyingziensis là một loài côn trùng trong họ Polystoechotidae thuộc bộ Neuroptera. Loài này được Hong miêu tả năm 1983.